# Russell Hodgkinson
Russell Hodgkinson (* 14. August 1959 in Homestead, Florida) ist ein US-amerikanischer Schauspieler. Internationale Bekanntheit erlangte er in der Rolle des Steven ‚Doc‘ Beck in der Horrorserie Z Nation.

## Leben und Karriere
Geboren wurde Russell Anthony Hodgkinson 1959 in Homestead, Florida, als dritter von vier Söhnen in eine Militärfamilie. Trotz eines Stipendium-Angebots für die Transylvania University im Bundesstaat Kentucky entschied sich Hodgkinson für die Armee-Laufbahn. Während seiner Zeit in der Armee begeisterte er sich für das Theater. Nach seinem aktiven Dienst spielte er alsbald in regionalen Theatern in New York, bevor er bei der US-Küstenwache in Honolulu, Hawaii anheuerte. Mit seiner Frau Shelley, die er in Kalifornien kennengelernt hatte, spielte er weiterhin Theater. Danach zog das Paar nach New Orleans, Louisiana und später weiter nach Seattle, Washington. Zusätzlich zu seinen Theaterengagements nahm er auch vermehrt Rollen in Film und Fernsehen an. So spielte er auf der Leinwand seit 2000 kleinere und größere Rollen in Filmen wie in Tim Burtons Big Fish 2003, in dem Drama We Go Way Back im Jahre 2006, 2007 in dem halbdokumentarischen Film Zoo, in der Action-Komödie The Whole Truth 2009 sowie in dem Horrorfilm Zombieworld, 2012 in dem Drama Fat Kid Rules the World, in dem Mystery-Thriller Desert Cathedral 2015, 2019 in dem Thriller We Take the Low Road oder 2021 die männliche Hauptrolle in dem Drama Maysville unter der Regie von Leslie Goyette.
Das Fernsehen hatte Hodgkinson bereits 1990 für sich entdeckt und dort Rollen in verschiedenen Fernsehfilmen und Episoden von namhaften Fernsehserien gespielt, unter anderem in Serien wie Grimm, Leverage, Evil-in-Law, Rocketmen, Love, Three Busy Debras oder Tiny Beautiful Things. Im Jahr 2014 hatte man ihn als Steven ‚Doc‘ Beck für die Horrorserie Z Nation gecastet. Diese Rolle spielte er in fünf Staffeln in insgesamt 65 Episoden bis zum Jahre 2018.

## Filmografie (Auswahl)

### Kino
- 2003: Big Fish
- 2006: We Go Way Back
- 2007: Zoo
- 2009: Zombieworld (ZMD: Zombies of Mass Destruction)
- 2009: The Whole Truth
- 2012: Fat Kid Rules the World
- 2015: Desert Cathedral
- 2019: We Take the Low Road
- 2021: Maysville
- 2023: Zombiegeddon

### Fernsehen
- 2011: Grimm (Fernsehserie, 1 Episode)
- 2011: Leverage (Fernsehserie, 1 Episode)
- 2014–2018: Z Nation (Fernsehserie, 65 Episoden)
- 2018: Love (Fernsehserie, 1 Episode)
- 2023: Tiny Beautiful Things (Fernsehminiserie, 1 Episode)

### Kurzfilm
- 2023: Godfart